# Драган Вучелић
Драган Вучелић (Подујево, 1974) српски је глумац, наратор, телевизијски и радио водитељ.

## Каријера
Вучелић је глуму дипломирао на драмском одсеку Факултета уметности Универзитета у Приштини. Свој први глумачки ангажман остварио је у телевизијској серији Породично благо, где је тумачио епизодну улогу дрипца и крадљивца аутомобила. На пројекту је учествовао као студент друге године, а према сопственом признању имао је велику трему, јер је том приликом делио кадар са Велимиром Батом Живојиновићем. Играо је у представи Непријатељ народа, Народног позоришта у Београду. По окончању студија запослио се на Радио-телевизији Србије, где је више од 10 година водио емисије на првом и другом каналу Радио Београда. Од 2014. године ради у културно-уметничком програму телевизије Београд, као водитељ емисије Културни дневник.
У међувремену је остварио улоге у више документарних филмова, углавном као наратор, а појавио се у и серијама Јелена, Телевизије БК, односно Сумњива лица и Немањићи — рађање краљевине у продукцији РТС-а.
Добитник је награде „Радмила Видак” за лепоту говора, као и признања „Златна значка”. Дао је глас софтверу који чита текстове објављене на порталу РТС-а.

## Улоге

### Филмографија
| Год.       | Назив                                            | Улога                        |
| ---------- | ------------------------------------------------ | ---------------------------- |
| 1999—2001. | Породично благо (серија)                         | Дрипац / Лопов / Језин човек |
| 2005.      | Животи Косте Хакмана (ТВ филм)                   | Наратор                      |
| 2005.      | Јелена (серија)                                  | Др Алексијевић               |
| 2011.      | Албатрос (ТВ филм)                               | Фотограф                     |
| 2012.      | 120 година Српске књижевне задруге (кратки филм) | Наратор                      |
| 2014.      | Српска штампа (серија)                           | Новинар 2                    |
| 2015.      | Бити човек: Иво Андрић (серија)                  | Наратор                      |
| 2015.      | Милева Марић, једна тајна (ТВ филм)              | Наратор                      |
| 2016.      | Благодатни огањ: победа вере (ТВ филм)           | Наратор                      |
| 2016.      | Музика у Великом рату (ТВ филм)                  |                              |
| 2017.      | Сумњива лица (серија)                            | Директор школе               |
| 2017.      | Немањићи — рађање краљевине (серија)             |                              |
| 2019.      | Краљ Петар Први (серија)                         | Послован човек               |
| 2020.      | Пролеће на последњем језеру (ТВ филм)            | Зубар                        |
| 2022.      | Ала је леп овај свет                             | Батин доктор                 |
| 2022.      | Шетња са лавом (серија)                          | Батин доктор                 |
| 2023.      | Вера (серија)                                    | Промотер на сајму            |

### Позоришне представе
| Наслов            | Улога       | Редитељ        | Позориште                    | Премијера     |
| ----------------- | ----------- | -------------- | ---------------------------- | ------------- |
| Непријатељ народа | Кућевласник | Боро Драшковић | Народно позориште у Београду | 21. јун 2002. |

### Синхронизације
| Година | Назив        | Улога |
| ------ | ------------ | ----- |
| 2020.  | Соников филм |       |